# Richard Stearman
Richard James Michael Stearman (ur. 19 sierpnia 1987 w Wolverhamptonie) – angielski piłkarz występujący na pozycji obrońcy w Sheffield United.

## Kariera klubowa
Stearman karierę piłkarską rozpoczął w Leicester City, gdzie początkowo występował w zespołach juniorskich. W 2004 roku włączony został do pierwszej drużyny. Zadebiutował w niej 30 października tego samego roku w meczu z Cardiff City (0:0). 2 kwietnia następnego roku w spotkaniu z Millwall strzelił pierwszą bramkę dla Leicester City. Sezon 2004/2005 zakończył z ośmioma występami w lidze. Wybrano go także najlepszym młodym piłkarzem klubu. W następnym sezonie Stearman występował częściej; rozegrał 34 ligowe spotkania oraz strzelił trzy gole. Następnie Sunderland chciał kupić Stearmana, jednak Leicester odrzucił ich prośbę. Przez następne dwa lata dalej był podstawowym graczem klubu. W sezonie 2007/2008 został wybrany piłkarzem roku Leicesteru City oraz piłkarzem roku według zawodników zespołu. Jego klub spadł jednak do Football League One.
Po relegacji Leicester City, 25 czerwca 2008 roku Stearman podpisał czteroletni kontrakt z Wolverhampton Wanderers. W nowym klubie zadebiutował 9 sierpnia w ligowym meczu z Plymouth Argyle (2:2). 3 maja 2009 roku w meczu z Doncaster Rovers strzelił swoją pierwszą bramkę dla "Wilków". W całym sezonie zagrał 37 razy oraz awansował z klubem do Premier League. W najwyższej klasie rozgrywkowej w Anglii pierwszy raz wystąpił 15 sierpnia 2009 roku w meczu z West Ham United.
29 stycznia 2013 roku został wypożyczony do końca sezonu do Ipswich Town.

## Kariera reprezentacyjna
Stearman w listopadzie 2007 roku został powołany na spotkania reprezentacji U-21 z Bułgarią i Portugalią, jednak na nich nie zagrał. W kadrze do lat 21 zadebiutował ostatecznie rok później, w meczu z Czechami. W roku 2009 brał udział w Mistrzostwach Europy, gdzie Anglia zajęła drugie miejsce. Łącznie w kadrze U-21 zagrał czterokrotnie.